# Why Do You Lie to Me
«Why Do You Lie to Me» — песня немецкого продюсера Topic и шведского певца A7S при участии американского рэпера Lil Baby. Она была выпущена 28 августа 2020 года как сингл лейблом Virgin Records. Авторами выступили все трое исполнителей, а продюсером — Topic.

## Содержание
«Why Do You Lie to Me» — меланхоличная танцевальная песня, которая начинается со спокойной инструментальной музыки и медленно нарастает. Она состоит из эмоциональной фортепианной мелодии, гармонического голоса A7S и ад-либов Lil Baby. Topic упомянул, что она сочетает в себе хип-хоп и танцевальную музыку, и сказал немецкому радио 1LIVE: «Особенно в наши дни, когда у людей так много доступа ко всей музыке, сейчас гораздо больше кроссоверов. Всегда было весело заниматься разными жанрами».

## Музыкальное видео
Музыкальное видео вышло 2 ноября 2020 года вышло, режиссёром выступил Даги Би. В видео появились Topic, A7S и создатели TikTok Анна Клински и Тим Шекер. Оно исследует темы любви, потери и чувственности, рисуя туманную картину вечеринки, где реальность и иллюзия размываются.

## Участники записи
Согласно Qobuz.
- Topic – производство, микширование, ударные, бас, синтезатор, программирование
- A7S – вокал, ударные, пианино
- Lil Baby – вокал
- Мануэль Рейтер – мастеринг

## Чарты
| Чарт (2020–2021)                           | Высшая позиция |
| ------------------------------------------ | -------------- |
| Бельгия/Фландрия (Ultratip Bubbling Under) | 4              |
| Бельгия/Валлония (Ultratip Bubbling Under) | 16             |
| Bulgaria (PROPHON)                         | 2              |
| СНГ (TopHit Airplay)                       | 20             |
| Croatia (HRT)                              | 72             |
| Германия (GfK)                             | 98             |
| Польша (Polish Airplay Top 100)            | 60             |
| Россия (TopHit)                            | 14             |
| San Marino (SMRRTV Top 50)                 | 17             |
| Словакия (Rádio — Top 100)                 | 41             |
| Sweden Heatseeker (Sverigetopplistan)      | 7              |
| Швейцария (Schweizer Hitparade)            | 86             |
| Украина (TopHit)                           | 46             |
| США (Billboard Hot Dance/Electronic Songs) | 17             |

| Чарт (2020)                               | Позиция |
| ----------------------------------------- | ------- |
| CIS (TopHit)                              | 65      |
| Russia Airplay (TopHit)                   | 59      |
| US Hot Dance/Electronic Songs (Billboard) | 92      |

## Сертификации
| Регион                                                                      | Сертификация | Продажи |
| --------------------------------------------------------------------------- | ------------ | ------- |
| Бразилия (ABPD)                                                             | Золотой      | 20 000  |
| Данные о продажах + прослушиваниях приведены только на основе сертификации. |              |         |